# Hans Joachim Steinmann (Politiker, 1703)
Hans Joachim Steinmann (* 2. November 1703 in St. Gallen; † 10. Januar 1792 ebenda) war ein Bürgermeister von St. Gallen (Schweiz).

## Leben
Hans Joachim Steinmann wurde als Sohn des Webers Caspar Steinmann und dessen Ehefrau Anna geb. Bernet geboren. Sein gleichnamiger Enkel, Hans Joachim Steinmann, wurde später ebenfalls Bürgermeister von St. Gallen.
Er gehörte als Weber und Fabrikant als Mitglied der Weberzunft von St. Gallen an und war in der Zeit von 1748 bis 1754 Elfer (Vorstand) der Weberzunft, darauf folgte bis 1758 seine Wahl zum Zunftmeister und daran anschliessend seine Wahl zum Ratsherrn bis 1760.
In der Zeit von 1760 bis 1792 war er im Dreijahresturnus Amtsbürgermeister, Altbürgermeister und Reichsvogt; hierbei wechselte er sich mit Daniel Högger (1706–1784) (bis 1765), Heinrich Schlumpf (1702–1783) (bis 1783) Julius Hieronymus Zollikofer und Hans Joachim Bernet (1725–1809) (bis 1793) ab.
Er heiratete 1731 in erster Ehe Weibratha Zörnlin, Tochter des Ratssubstituten (dritthöchstes Amt in der Staatskanzlei nach dem Stadtschreiber und dem Ratsschreiber) Hans Jacob Zörnlin. 1769 heiratete er dann in zweiter Ehe Sara, Tochter des Apothekers Hermann Kromm, der auch Elfer und Quartiermeister war.